# Pavel Gračëv
Pavel Sergeevič Gračëv (in russo Па́вел Серге́евич Грачё́в?; Oblast' di Tula, 1º gennaio 1948 – Mosca, 23 settembre 2012) è stato un generale russo.

## Biografia
Gračëv entra nelle forze armate nel 1965 quando si arruola nelle truppe aviotrasportate, partecipa alla guerra in Afghanistan, guidando durante l'ultimo anno del conflitto la 103ª Divisione aviotrasportata della guardia.
Dal 1992 al 1996, durante il primo conflitto ceceno, fu ministro della difesa, in questo periodo si rese famoso per la sua incompetenza nel gestire il conflitto e per diversi casi di corruzione.
È scomparso nel 2012 all'età di 64 anni dopo una lunga agonia causata dall'aver mangiato dei funghi velenosi.